# Viluppuram
Viluppuram là một thành phố và khu đô thị của quận Viluppuram thuộc bang Tamil Nadu, Ấn Độ.

## Nhân khẩu
Theo điều tra dân số năm 2001 của Ấn Độ, Viluppuram có dân số 95.439 người. Phái nam chiếm 50% tổng số dân và phái nữ chiếm 50%. Viluppuram có tỷ lệ 79% biết đọc biết viết, cao hơn tỷ lệ trung bình toàn quốc là 59,5%: tỷ lệ cho phái nam là 84%, và tỷ lệ cho phái nữ là 73%. Tại Viluppuram, 10% dân số nhỏ hơn 6 tuổi.